# Ferdinand Ier (roi de Portugal)
Pour les articles homonymes, voir Ferdinand Ier et Ferdinand de Portugal.
Ferdinand Ier de Portugal, dit « Ferdinand le Beau » (en portugais Fernando o Belo), né le 31 octobre 1345 à Coimbra et mort le 22 octobre 1383 à Lisbonne, est roi de Portugal et de l'Algarve du 18 janvier 1367 jusqu'à sa mort.

## Biographie

### Jeunesse
Ferdinand est le second enfant du roi Pierre Ier (1320-1367), dit Pierre le Justicier, roi de Portugal (1357-1367), et de Constance de Castille (1323-1345), morte trois semaines après sa naissance ,.

### Règne

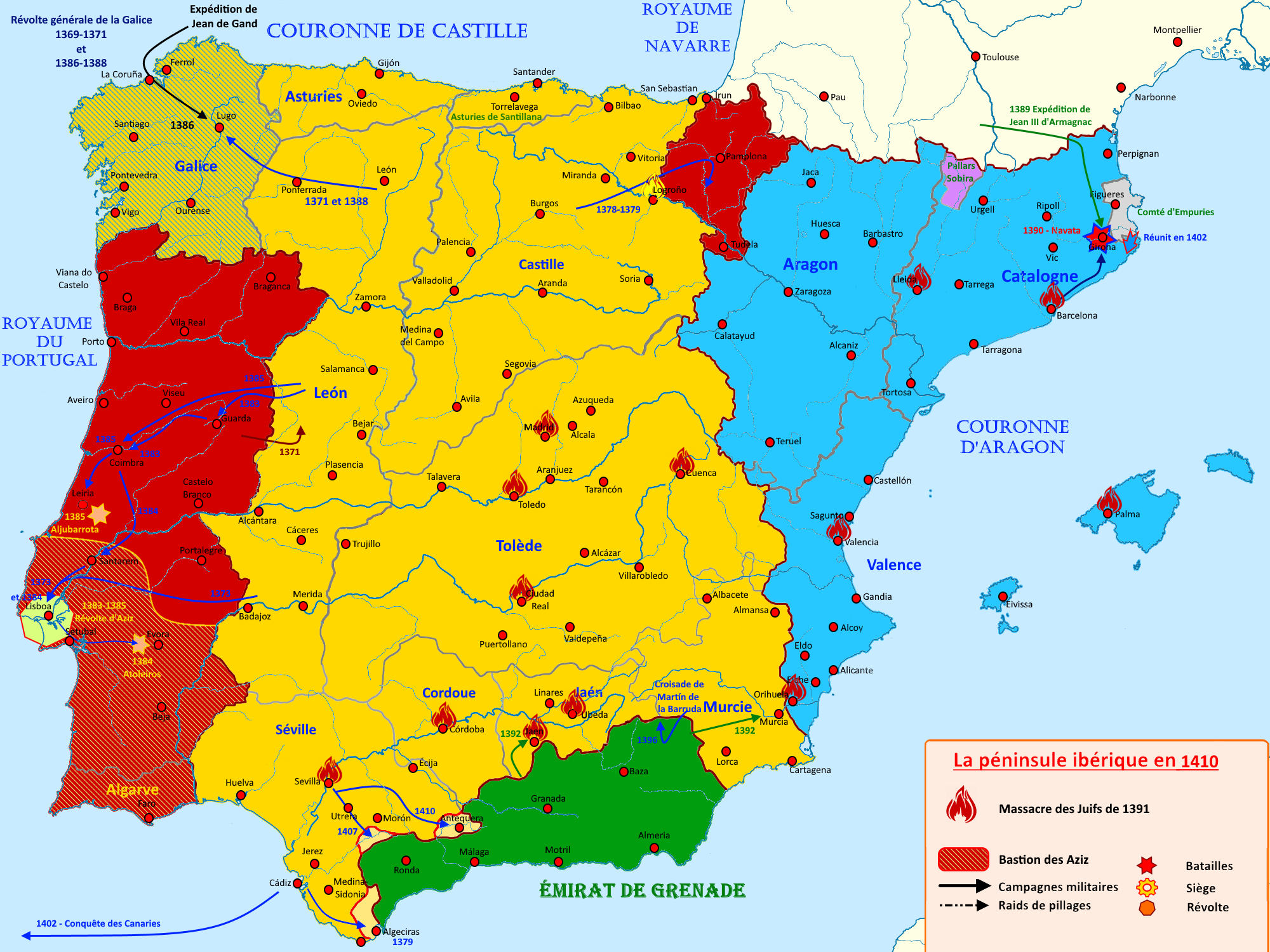
Le royaume du Portugal de 1369 à 1410

Il devient roi en 1367, à l'âge de 21 ans, après la mort de son père, Pierre Ier. Il hérite d'un royaume en paix et avec un trésor public bien fourni . 
Le règne de Ferdinand Ier est marqué par la politique étrangère. Quand Pierre Ier de Castille, dit Pierre le Cruel meurt en 1369 sans héritier mâle direct, Ferdinand Ier, en tant qu'arrière-petit–fils de Sanche IV par la ligne féminine, se déclare héritier du trône de Castille. Les autres candidats à la succession sont les rois d'Aragon et de Navarre ainsi que Jean de Gand, duc de Lancastre marié avec Constance, la fille aînée de Pierre le Cruel. Entretemps, Henri de Trastamare, frère bâtard de Pierre, s'est déclaré roi. Après deux campagnes militaires sans succès, les parties acceptent l'intervention du pape Grégoire XI.
Dans le traité d'Alcoutim en 1371, il est prévu le mariage de Ferdinand Ier avec Éléonore de Castille, fille du roi Henri II de Castille . Mais, avant le mariage, le roi tombe amoureux d'Éléonore Teles de Menezes, l'épouse d'un de ses courtisans. Après une annulation rapide du premier mariage de cette dernière, Ferdinand Ier l’épouse secrètement. Lorsque cette union est rendue publique, Henri II de Castille envahit le Portugal en décembre 1372 et assiège puis incendie Lisbonne l'année suivante. Une nouvelle paix est signée le 24 mars à Santarém et Henri II offre finalement la main de sa fille à Charles III de Navarre .

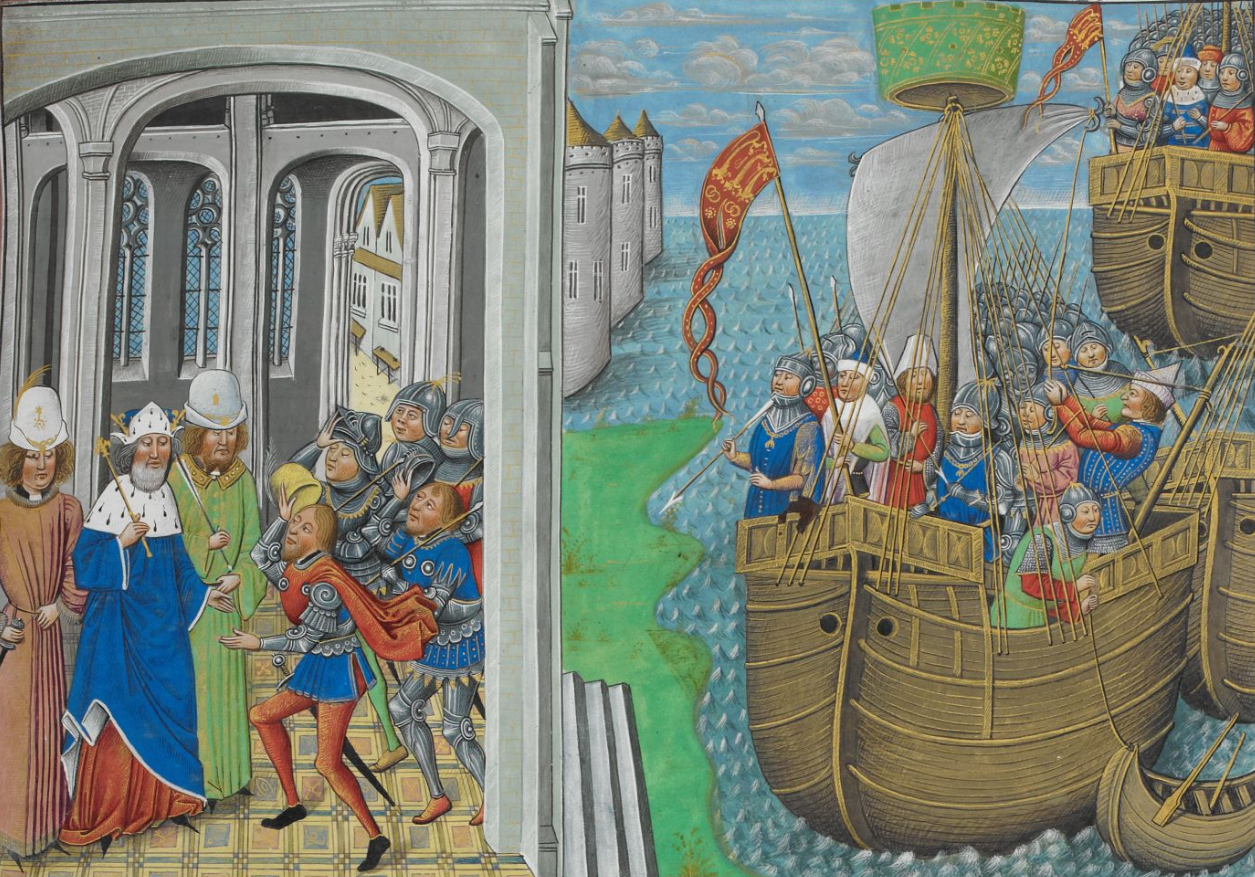
Les navires des émissaires anglais accostent au Portugal, où (à gauche) les reçoit.

Éléonore gagne chaque jour en influence auprès du roi, très active sur la politique étrangère et devenant de plus en plus impopulaire. Ferdinand Ier ne semble pas avoir l'autorité nécessaire et l'ambiance politique en souffre. Le seul aspect positif de sa politique étrangère est le Traité anglo-portugais de 1373 avec la maison de Lancastre, qui est le premier traité d'alliance entre l'Angleterre et le Portugal. 
La construction d'une série de murailles, commencée en 1336 par le roi Alphonse IV de Portugal, est achevée sous le règne de Ferdinand Ier en 1376 . 
En 1378, la cour est troublée par la mort de la sœur de la reine, Marie de Teles de Menezes, égorgée par son époux Jean de Valencia de Campos, le demi-frère du roi, sur un soupçon d'infidélité infondé, inspiré par la reine elle-même.
En 1381, Ferdinand Ier reprend l'initiative de la lutte contre le roi Jean Ier de Castille. À la fin des Guerres fernandines, il décide de marier sa fille unique, Béatrice de Portugal, avec le fils cadet du roi de Castille. Devenu veuf entretemps et à la suite du traité de Salvaterra de Magos, Jean Ier de Castille épouse lui-même la très jeune Béatrice en 1383. Cela signifie une potentielle annexion du Portugal, inadmissible pour la classe moyenne et une partie de la noblesse portugaise .

### Décès et crise de succession
Ferdinand Ier meurt en 1383 de tuberculose, peu avant son 38e anniversaire, et la dynastie de Bourgogne s'éteint ,. 

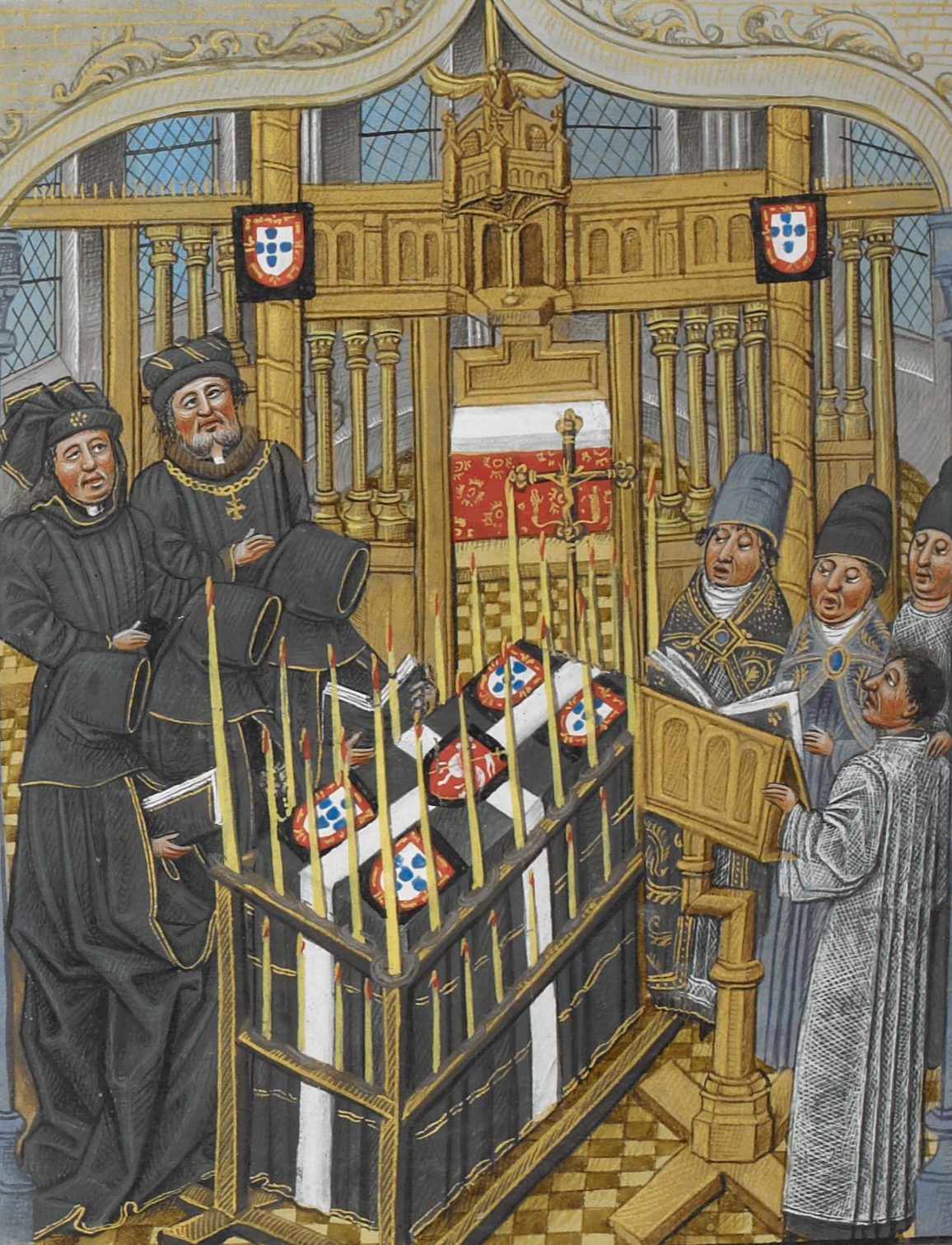
Les funérailles de Ferdinand Ier de Portugal; Chronique d'Angleterre par Jean de Wavrin, fin du XIVe siècle

Éléonore Teles de Menezes est nommée régente au nom de sa fille ainsi que de Jean Ier de Castille mais la transition n'est aucunement pacifique. Écoutant les appels d'une grande partie des Portugais pour maintenir le pays indépendant, Jean d'Aviz, frère bâtard de Ferdinand Ier, revendique le trône. Il en résulte la crise de 1383-1385, une période d'interrègne de chaos politique, à l'issue de laquelle Jean devient roi du Portugal, le premier de la dynastie d'Aviz.
Le tombeau gothique du roi Ferdinand Ier se trouve aujourd'hui dans le musée archéologique du Couvent des Carmes de Lisbonne, transféré à partir d'un couvent à Santarém.

## Descendance
Il a une fille illégitime avant son mariage: 
- Isabelle de Portugal (1364-1395), dite Isabelle de Bourgogne, mariée en 1373 à Burgos avec Alphonse de Castille (1355-1395), dit Alfonso Enríquez de Castilla, comte de Gijon et Noroña ainsi que fils illégitime d'Henri II de Castille.

Le 5 mars 1372 , il épouse Éléonore Teles de Menezes (1350-1386) à Leça do Bailio. Le couple a trois enfants dont deux décédés bébés:
- Béatrice de Portugal (née en 1373), dite Béatrice de Bourgogne, mariée en 1383 avec Jean Ier de Castille (1358-1390), roi de Castille et León (1379-1390).
- Un fils décédé quatre jours après sa naissance [12] (19—23 juillet 1382).
- Une fille décédée à la naissance [13] (née le 27 septembre 1383).

## Titre complet
Par la grâce de Dieu, Roi de Portugal et de l'Algarve